# Melese innocua
Melese innocua är en fjärilsart som beskrevs av Paul Dognin 1911. Melese innocua ingår i släktet Melese och familjen björnspinnare. Inga underarter finns listade i Catalogue of Life.